# Kosmopolit
Kosmopolit, respektive kosmopolitní organismus, je organismus, který je rozšířen prakticky po celém zemském povrchu. Jako kritérium se většinou bere výskyt na všech pěti kontinentech (tedy s výjimkou Antarktidy). U mořských druhů pak výskyt ve všech oceánech. Řada kosmopolitních organismů se rozšířila, jedná se o synantropní druhy. Takové druhy jsou označovány jako sekundárně kosmopolitní. Za kosmopolitní se obvykle neoznačují druhy, které jsou člověkem přímo chovány či pěstovány, nebo druhy, které se v určitých místech vyskytují jen dočasně (typicky migrující ptáci).
Pojem kosmopolit (nebo kosmopolitní výskyt) se často využívá též pro vyšší taxony, tedy čeledi či řády, u nichž platí, že na každém kontinentě se vyskytuje alespoň jeden jejich zástupce.

## Příklady kosmopolitní druhů

### Živočichové
- Člověk
- Kosatka dravá
- Myš domácí
- Potkan
- Moucha domácí
- Rybenka domácí

### Rostliny
- Hasivka orličí
- Jitrocel větší
- Orobinec širolistý
- Rákos obecný
- Rdesno ptačí

### Lišejníky
- Terčovka brázditá